# Canton de Rennes-Est
Le canton de Rennes-Est est un ancien canton français situé dans le département d'Ille-et-Vilaine et la région Bretagne.

## Histoire
Le canton de Rennes-Est est créé par le décret du 16 janvier 1985 renommant le canton de Rennes-VI.
Il est modifié par le décret du 27 février 1991 créant le canton de Cesson-Sévigné.
Il est supprimé par le redécoupage cantonal de 2014.

## Composition

### De 1985 à 1991
Le canton est composé :
- des communes de Thorigné-Fouillard, Cesson-Sévigné et Acigné ;
- de la portion de territoire de la ville de Rennes déterminée par les limites de la commune de Cesson-Sévigné, le cours Nord de la Vilaine et l'axe des voies ci-après : boulevard Laënnec, rue de Châteaudun, boulevard de la Duchesse-Anne, boulevard de Sévigné, boulevard de Metz, rue Zacharie-Roussin, rue Joseph-Turmel, rue Mirabeau et chemin des Gallets.

### De 1991 à 2015

Rennes découpée en cantons. Les points sont les bureaux de vote.

À la suite du redécoupage de 1991, le canton n'est plus composé que d'une fraction de Rennes, correspondant aux quartiers des Longchamps, de Beaulieu et Jeanne d'Arc. Il est limité à l'est par la commune de Cesson-Sévigné, au sud par la Vilaine.

## Représentation

### De 1973 à 1985
Voir Canton de Rennes-6.

### De 1985 à 2015
| Période | Période | Identité                   | Étiquette | Qualité |
| ------- | ------- | -------------------------- | --------- | --- |
| 1985    | 1992    | Roger Belliard             | DVD       | Directeur de société, maire de Cesson-Sévigné, ancien conseiller général du canton de Rennes-6, élu en 1992 dans le canton de Cesson-Sévigné |
| 1992    | 1998    | Bernard Billard            | UDF-CDS   | Professeur de mathématiques |
| 1998    | 2015    | Clotilde Tascon-Mennetrier | PS        | Chargée de mission, conseillère municipale de Rennes (1989-2008)                                                                             |

## Démographie
| 1990   | 1999   | 2006   | 2011   | 2012   |
| ------ | ------ | ------ | ------ | ------ |
| 18 711 | 20 323 | 21 659 | 21 475 | 21 964 |